# Episodi di Teenage Robot (terza stagione)
La terza stagione della serie animata Teenage Robot, composta da 13 episodi (26 segmenti), è stata trasmessa negli Stati Uniti d'America da Nickelodeon dal 13 gennaio 2006 al 30 marzo 2007.
In Italia è stata trasmessa su Nickelodeon dal 2009.
| nº  | Titolo originale                   | Titolo italiano | Prima TV USA      | Prima TV Italia |
| --- | ---------------------------------- | --------------- | ----------------- | --------------- |
| 1a  | Weapons of Mass Distraction        |                 | 13 gennaio 2006   | 2009            |
| 1b  | There's No Place Like Home School  |                 | 13 gennaio 2006   | 2009            |
| 2a  | No Harmony with Melody             |                 | 11 agosto 2006    | 2009            |
| 2b  | Tuckered Out                       |                 | 11 agosto 2006    | 2009            |
| 3a  | Stage Fright                       |                 | 29 settembre 2006 | 2009            |
| 3b  | Never Say Uncle                    |                 | 29 settembre 2006 | 2009            |
| 4a  | A Spoonful of Mayhem               |                 | 6 ottobre 2006    | 2009            |
| 4b  | Enclosure of Doom                  |                 | 6 ottobre 2006    | 2009            |
| 5a  | Girl of Steal                      |                 | 20 ottobre 2006   | 2009            |
| 5b  | Mist Opportunities                 |                 | 20 ottobre 2006   | 2009            |
| 6a  | The Legion of Evil                 |                 | 10 novembre 2006  | 2009            |
| 6b  | The Price Of Love                  |                 | 10 novembre 2006  | 2009            |
| 7a  | Teen Idol                          |                 | 17 novembre 2006  | 2009            |
| 7b  | Good Old Sheldon                   |                 | 17 novembre 2006  | 2009            |
| 8a  | Infectious Personality             |                 | 5 dicembre 2006   | 2009            |
| 8b  | Trash Talk                         |                 | 5 dicembre 2006   | 2009            |
| 9a  | Agent 00' Sheldon                  |                 | 16 gennaio 2007   | 2009            |
| 9b  | Indes-Tuck-Tible                   |                 | 16 gennaio 2007   | 2009            |
| 10a | Puppet Bride                       |                 | 18 gennaio 2007   | 2009            |
| 10b | Historionics                       |                 | 18 gennaio 2007   | 2009            |
| 11a | Ball and Chain                     |                 | 2 febbraio 2007   | 2009            |
| 11b | Labor Day                          |                 | 2 febbraio 2007   | 2009            |
| 12a | Voyage to The Planet of The Bikers |                 | 16 febbraio 2007  | 2009            |
| 12b | Queen Bee                          |                 | 16 febbraio 2007  | 2009            |
| 13a | Samurai Vac                        |                 | 30 marzo 2007     | 2009            |
| 13b | Turncoats                          |                 | 30 marzo 2007     | 2009            |